# Эйр де Ланукс
Эйр де Ланукс (урожденная Элизабет Эйр; 20 марта 1894 — 8 сентября 1996) — американская художница, писательница и дизайнер. Де Ланукс наиболее известна дизайном лакированной мебели и ковров с геометрическим рисунком в стиле ар-деко в Париже в 1920-х годах. Позже она проиллюстрировала ряд детских книг. Она умерла в Нью-Йорке в возрасте 102 лет.

## Ранняя жизнь, образование и изобразительное искусство
Элизабет Эйр родилась в Джонстауне штата Пенсильвания и была старшей дочерью Ричарда Дерби Эйра (1869—1955) и Элизабет Кригер Эйр (ум. 1938). Ее дядя — Уилсон Эйр был ведущим архитектором искусств и ремесел, а предок был личным секретарем Джорджа Вашингтона. Ланукс изучала искусство в Художественной студенческой лиге на Манхэттене с Эдвином Дикинсоном, Джорджем Бриджменом, Робертом Генри и Чарльзом Хоторном.

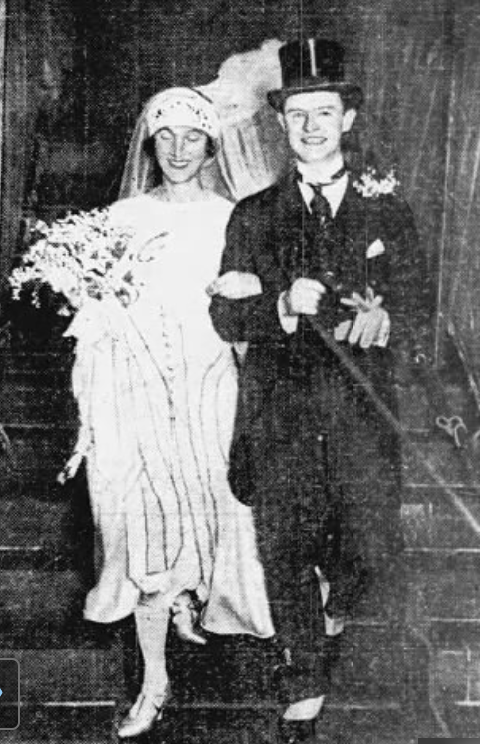
Свадьба Эйр де Ланукс.

Де Ланукс выставила две картины «Арлезианка» и «Аллегро» на первой ежегодной выставке Общества независимых художников в 1917 году.
В 1918 году в Нью-Йорке она познакомилась и вышла замуж за французского писателя и дипломата Пьера Комбре де Ланукса (1887—1955). Их дочь, Анна-Франсуаза, по прозвищу «Бику», родилась 19 декабря 1925 года. После окончания Первой мировой войны они переехали в Париж. Там она училась в начале 1920-х годов в Академии Коларосси и Академии Рансона, где ее учителями были Морис Дени, Деметриос Галанис и Константин Брынкуши.
В 1943 году в Нью-Йорке де Ланукс была включена в выставку Пегги Гуггенхайм «31 женщина» в галерее «Искусство этого века».

## Личные отношения
Когда молодожены поселились в Париже, в их круг общения входили Андре Жид, Эрнест Хемингуэй и Бернард Беренсон. Хоть де Ланукс и была замужем, но являлась бисексуалкой — наиболее известна как одна из многих давних любовниц писательницы и художницы, лесбиянки Натали Барни. Они познакомились через общих друзей в популярном парижском салоне Барни и стали парой на долгие годы. Отчасти благодаря ранней биографии Джин Шалон о Барни, опубликованной на английском языке под названием «Портрет соблазнительницы: Мир Натали Барни», она стала более широко известна благодаря своим многочисленным отношениям, чем за ее творчество или ее салон.

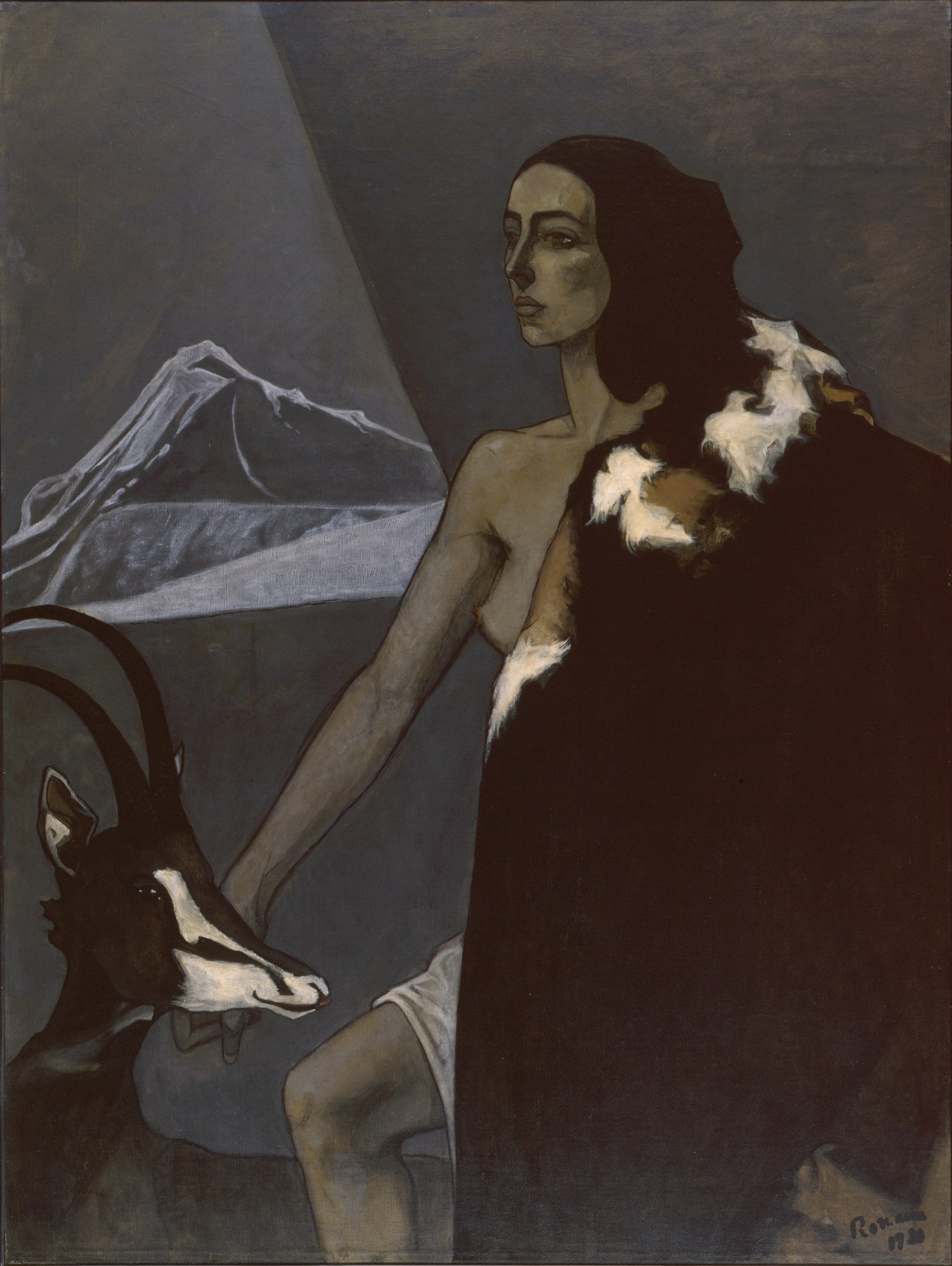
Ромейн Брукс. Охотница. Портрет Эйр де Ланукс.1920 год.

Последовали другие увлечения, с художницей Ромейн Брукс (которая рисовала ее, одновременно продолжая роман с Барни), поэтом-сюрреалистом Луи Арагоном (который написал по крайней мере одно стихотворение о ней), романистом Пьером Дрие Ла-Рошель (он выражал недовольство тем, что им помешали «муж-импотент и подруги-лесбиянки») и дизайнером ковров Эвелин Уайлд, ее делового партнера. В цепочку любовных связей также входила Консуэло Урисарри Форд, замужняя американская писательница, которой Эйр писала страстные любовные письма, украшенные их обнаженными изображениями.

## Дизайн
Ее работы впервые привлекли внимание в начале 1920-х годов и часто выставлялись вместе с работами дизайнеров Эйлин Грей и Жан-Мишеля Франка. Еще будучи во Франции, она писала рассказы о своих европейских путешествиях. В 1955 году умер ее муж. Вскоре после этого она вернулась в США, а в 1960-х годах писала для Harper’s Bazaar.
В более поздние годы она написала и проиллюстрировала ряд детских книг. Она умерла в возрасте 102 лет в Доме престарелых Девитта на Манхэттене.